# گرازیانو باتیستینی (بازیکن فوتبال)
گرازیانو باتیستینی (انگلیسی: Graziano Battistini؛ زادهٔ ۳۰ سپتامبر ۱۹۷۰) بازیکن فوتبال اهل ایتالیا است.
از باشگاه‌هایی که در آن بازی کرده‌است می‌توان به باشگاه فوتبال هلاس ورونا، باشگاه فوتبال آلساندریا، باشگاه فوتبال اودینزه، باشگاه فوتبال باری، و باشگاه فوتبال اسپال اشاره کرد.